# Jeziorko (województwo mazowieckie)
Jeziorko – osada leśna w Polsce, w województwie mazowieckim, w powiecie ostrowskim, w gminie Ostrów Mazowiecka.